# 遊戲地圖
遊戲地圖是一個電子遊戲術語，意即在遊戲中俯視下的世界地圖。

## 名字由來
地表（overworld）是英語「地底」（underworld，或稱地下世界）的反義詞，意為地表世界。

## 概述
遊戲地圖通常出現在角色扮演遊戲中，而只出現於一些其他種類的遊戲。Overworld的特徵通常為玩家以俯視和第三人稱角度觀看虛構的地圖。Overworld包含了很多不同的地形，例如平原、山地、樹林和水系，並會顯示各處的地點如城鎮和地牢。當玩家控制的角色進入一些地點（如進入城鎮），遊戲地圖便有可能繼續顯示、被當地的放大地圖代替或被隱藏起來直至角色離開該地方。於很多遊戲中，角色能自由行走於遊戲地圖上，而於某些遊戲地圖中，玩家能在地圖上選擇下一個目的地。於正常情況下，地牢、洞穴等都有敵人存在，而城鎮等則大多為安全。而一些遊戲更加有一系列的遊戲地圖。例如於一些最終幻想系列遊戲中，玩家能穿插於地球和月球，而它們各自都擁有一個遊戲地圖。而一些遊戲（尤其單機角色扮演遊戲）只允許玩家家開始時觀看一部份遊戲地圖，玩家要完成劇情才能看見其他地區，而其餘的（如MMORPG）則一開始便顯示整個遊戲地圖。
在遊戲地圖上，敵人的出現有三種可能性：隨機出現、顯示出來或沒有敵人。而遊戲地圖上的障礙物亦因遊戲而異。大部份遊戲中角色都不能穿越山嶺，而一些遊戲中角色更加被遊戲系統限制，不允許穿越樹林。進入特定地點的方法亦有不少方法。有些遊戲需要玩家按鈕或觸擊才能進入，而有些遊戲（尤其MMORPG）則玩家角色走到特定圖示上便能直接進入。